# Samira Manners
Samira Joanna Kindvall Manners, född 9 juli 2000 i Malmö, är en brittisk-svensk sångerska och låtskrivare. Hon är tvåspråkig och växte upp i Svedala med en svensk mamma och en engelsk pappa.
Hon deltog i 2022 års upplaga av Melodifestivalen med låten "I Want To Be Loved" som hon har skrivit tillsammans med Fredrik Andersson. Manners uppträdde med sitt band med Alice Castell på bas och kör, Kajsa Westergren på trummor och kör och Agnes Roslund på gitarr och kör. I den andra deltävlingen som sändes från Avicii Arena den 12 februari hamnade hon på en femteplats, vilket gjorde att hon varken gick till finalen eller semifinalen (före detta Andra chansen).

## Karriär
Manners gick på Lunds Dans- och Musikgymnasium (LDMG) 2016-2019, Musikhögskolan i Malmö 2021-2022, samt studerar vid Skurups folkhögskola sedan 2022. Hon skrev avtal med Cardiac Records och Sony Music Entertainment 2020 och har sedan dess givit ut åtta singlar.

## Diskografi
Singlar
- 2020: "Do it all Again"
- 2020: "Hard to Love"
- 2020: "Last Christmas Eve"
- 2021: "Friend of Mine"
- 2022: "I Want to Be Loved"
- 2022: "Thankful"
- 2023: "Not An Answer"
- 2023: "How-To-Be-Decent Guide"